# Acanthoscurria musculosa
Acanthoscurria musculosa là một loài nhện trong họ Theraphosidae.
Loài này thuộc chi Acanthoscurria. Acanthoscurria musculosa được Eugène Simon miêu tả năm 1892.